# Berettyóújfalu
Berettyóújfalu es una ciudad del condado de Hajdú-Bihar, en el centro de la región de la Gran Llanura del Norte, al este de Hungría, cerca de la frontera con Rumanía. Tiene una ubicación estratégica, 35 kilómetros al sur de Debrecen, la segunda ciudad más grande de Hungría, y 40 kilómetros al oeste de Oradea, la décima ciudad más grande de Rumanía. Berettyóújfalu recibe su nombre del río Berettyó.

## Geografía
Tiene una superficie de 170,98 kilómetros cuadrados y una población de aproximadamente 15 000 personas.

## Historia
Esta zona ha estado habitada desde la antigüedad. Se encontraron numerosos artefactos de finales de la Edad de Bronce en la zona urbana. En la Edad de Hierro, los escitas, los sármatas, los celtas y los hunos conquistaron esta zona uno tras otro.
Tras la conquista húngara de la cuenca de los Cárpatos (siglos IX-X d. C.), se establecieron entre 14 y 15 aldeas en esta zona, donde se practicaba la agricultura seminómada. Las aldeas se construyeron en la cima de las colinas, puesto que esta zona estaba cubierta por un enorme pantano. Sus habitantes utilizaban barcos para desplazarse entre las colinas. Cada asentamiento contaba con al menos un puerto.
El centro del pueblo se llamaba Herpály. La primera mención escrita del pueblo se encuentra en el Regestrum Varadi del siglo XIII. Herpály era importante gracias a un monasterio románico (construido en el siglo XII). El pueblo y el monasterio fueron destruidos dos veces. No se conservan registros escritos sobre el monasterio tras la invasión mongola de Europa (1241-1242 d. C. en Hungría). En la primera mitad del siglo XIX, la altura de las murallas era de entre 8 y 12 metros. Las dos torres permanecieron en pie hasta que un terrateniente local demolió la torre norte por su peligro de muerte. Los ladrillos se destinaron a la estructura base del órgano de la Iglesia Reformada. Los lugareños llaman a la ruina de la torre "csonkatorony" ("torre torcida"). Hoy en día, solo se puede ver la torre sur y sus cimientos.
Herpály contaba con cuatro calles en 1418, según el grado de posesión. El pueblo contaba con tres tabernas: una con una habitación para invitados y las otras con bodegas. Se estima que la población del pueblo era inferior a 300 personas.
En la otra orilla del río Berettyó se encontraba un pueblo importante llamado Berettyószentmárton. En 1481, Matías Corvino (rey de Hungría) donó el derecho a albergar mercados a este asentamiento.
La lamentable crónica de Herpály comenzó en 1658, cuando los tártaros de Crimea incendiaron el valle de Berettyó. El asentamiento no fue completamente destruido, pero la invasión de Szejdi en 1660 expulsó a sus residentes.
Gábor Báthory, príncipe de Transilvania de 1608 a 1613, dio privilegio a Berettyóújfalu el 23 de mayo de 1608, pero perdió ese privilegio en ese mismo siglo.
A mediados del siglo XIX se produjeron cambios significativos en el paisaje. El antiguo "mundo acuático" desapareció al finalizar la regulación del río. La línea ferroviaria Püspökladány - Nagyvárad (posteriormente Oradea) se construyó en 1858. Pasa por Berettyóújfalu y dinamizó el desarrollo de la economía.
En la década de 1920, con la construcción de un nuevo ayuntamiento, una escuela primaria, un hospital y un sitio oficial, Berettyóújfalu fue la sede del condado de Bihar entre 1920 y 1940, y entre 1945 y 1950, debido a la anexión de Oradea a Rumanía tras el Tratado de Trianón el 4 de junio de 1920. Posteriormente, el gobierno creó el condado de Hajdú-Bihar . A partir de entonces, la sede del condado fue Debrecen.
La zona de influencia sigue siendo extensa, y la ciudad es un importante centro de transporte, económico y cultural. Cuenta con cinco escuelas primarias y tres secundarias, un molino, un balneario remodelado, un hospital regional e importantes centros médicos. Berettyóújfalu y Berettyószentmárton se fusionaron en 1970 y obtuvieron el estatus de ciudad en 1978.

## Ciudades hermanadas
Berettyóújfalu está hermanada con:
- Marghita
- Montegrotto Terme
- Porcia
- Vyshny Volochyok